# Бактрозавр
Бактрозавр (Bactrosaurus) — рід птахотазових динозаврів надродини Гадрозавроїди (Hadrosauroidea). Динозавр мешкав в Азії у пізній крейді, 70 млн років тому.

## Відкриття
Вперше вид описав Чарльз Гілмор, в 1933 році, як Bactrosaurus johnsoni («ящір-бульба» — через своєрідну форму хребців). Наступні знахідки були зроблені в 1959—1960 роках, радянсько-китайською палеонтологічною експедицією, яка працювала у Внутрішній Монголії. У 1998 році останки бактрозавра були знайдені Паскалем Годефройтом і Донгом Жімінем у формації Ірен Дабасу в пустелі Гобі, Внутрішня Монголія, Китай. Додатковий матеріал був знайдений у пустелі Кизилкум, Узбекистан.
Останки належали шести особинам, різних вікових груп. Хоча не знайдено жодного повного скелета, бактрозавр вважається одним з найбільш вивчених ранніх гадрозаврів.

## Опис
Бактрозавр досягав 6 м завдовжки, 2 м заввишки, і важив 1—1,5 т. Бактрозавр є базальною формою, він має проміжні особливості між гадрозаврами й більш ранніми ігуанодонтидами. У його щелепах менше зубів, ніж у пізніших видів.